# Toni Lehtinen
Pour les articles homonymes, voir Lehtinen.
Toni Lehtinen est un footballeur finlandais, né le 5 mai 1984 à Seinäjoki en Finlande. Il évolue comme attaquant.

## Palmarès
SJK Seinäjoki
- Championnat de Finlande
  - Champion (1) : 2015
- Coupe de la Ligue finlandaise
  - Vainqueur (1) : 2014
- Championnat de Finlande de deuxième division
  - Champion (1) : 2013

 FC Haka
- Championnat de Finlande
  - Champion (1) : 2004
- Coupe de Finlande
  - Vainqueur (1) : 2005